# Devlin (serie animata)
Devlin è una serie televisiva animata statunitense del 1974, prodotta da Hanna-Barbera.
La serie, ispirata dalla popolarità del temerario stuntman Evel Knievel, è incentrata su un motociclista acrobatico di nome Ernie Devlin e i suoi fratelli Tod e Sandy. È una delle poche serie drammatiche di Hanna-Barbera.
La serie è stata trasmessa per la prima volta negli Stati Uniti su ABC dal 7 settembre al 21 dicembre 1974, per un totale di 16 episodi ripartiti su una stagione. In Italia è stata trasmessa su Ciao Ciao dal 1993.

## Episodi
| Stagione       | Episodi | Prima TV USA | Prima TV Italia |
| -------------- | ------- | ------------ | --------------- |
| Prima stagione | 16      | 1974         | 1993            |

## Personaggi e doppiatori
- Ernie Devlin, voce originale di Michael Bell, italiana di Massimo Milazzo.
- Tod Devlin, voce originale di Micky Dolenz, italiana di Marco Manusso.
- Sandy Devlin, voce originale di Michelle Robinson, italiana di Emanuela Fallini.
- Henry "Hank" McSummers, voce originale di Norman Alden.